# Parco nazionale W

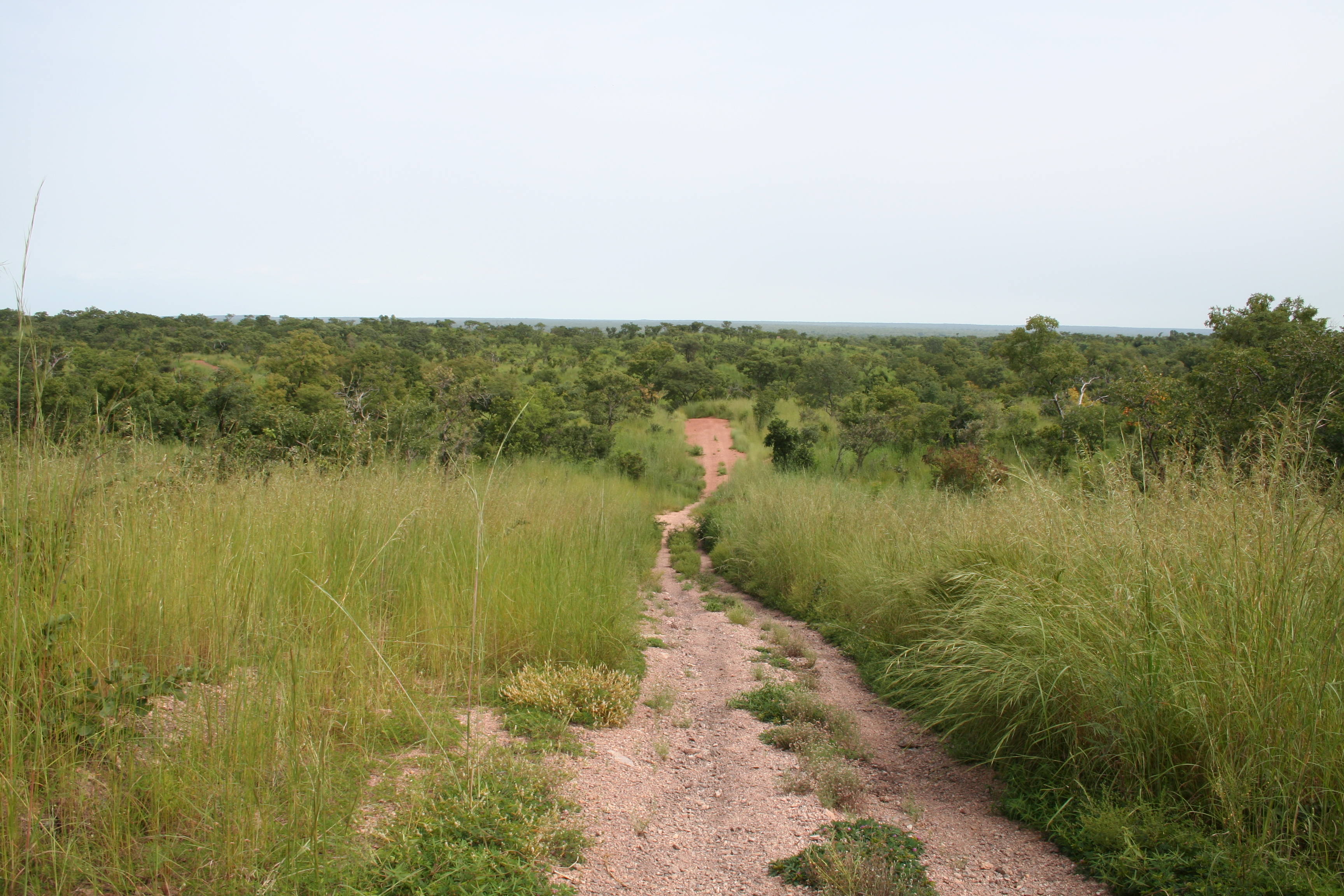
La savana del parco

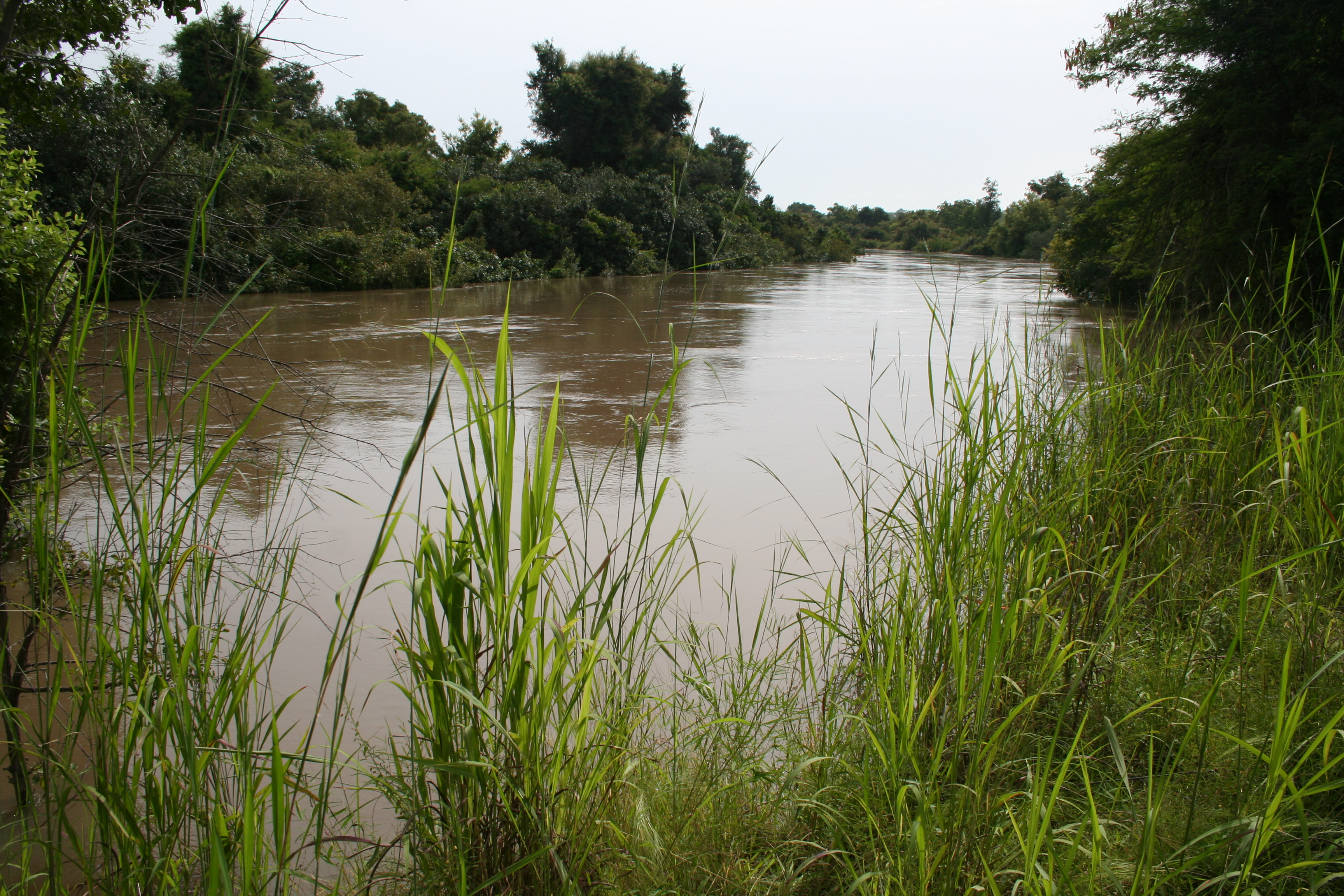
Fiume Mekrou

Il Parco nazionale W (francese: "W" du Niger) è uno dei principali parchi nazionali del Niger, e si trova a 151 km dalla città di Niamey. Deve il suo nome alla forma a "W" disegnata dal fiume Niger che lo attraversa.
Il parco divenne patrimonio dell'umanità dell'UNESCO nel 1996; nel 2017 il sito è stato ampliato ai parchi nazionali Arly del Burkina Faso e Pendjari del Benin, divenendo così un patrimonio transfrontaliero col nome di Complesso W-Arly-Pendjari.

## Caratteristiche
Nonostante la maggior parte del parco si trovi in Niger, alcune porzioni sconfinano in Benin e Burkina Faso. I suoi 10000 km² sono largamente abitati dall'uomo. Il parco venne creato per decreto il 4 agosto 1954. Il parco è noto per i suoi grandi mammiferi, tra cui oritteropi, babbuini, bufali neri, caracal, ghepardi, elefanti, ippopotami, leopardi, leoni, servali e facoceri.